# Navghar-Manikpur
Navghar-Manikpur è una città dell'India di 116.700 abitanti, situata nel distretto di Thane, nello stato federato del Maharashtra. In base al numero di abitanti la città rientra nella classe I (da 100.000 persone in su).

## Geografia fisica
La città è situata a 18° 31' 6 N e 72° 59' 44 E e ha un'altitudine di 19 m s.l.m..

## Società

### Evoluzione demografica
Al censimento del 2001 la popolazione di Navghar-Manikpur assommava a 116.700 persone, delle quali 61.806 maschi e 54.894 femmine. I bambini di età inferiore o uguale ai sei anni assommavano a 12.333, dei quali 6.507 maschi e 5.826 femmine. Infine, coloro che erano in grado di saper almeno leggere e scrivere erano 97.305, dei quali 52.788 maschi e 44.517 femmine.